# میراسدالله میرقاسموف

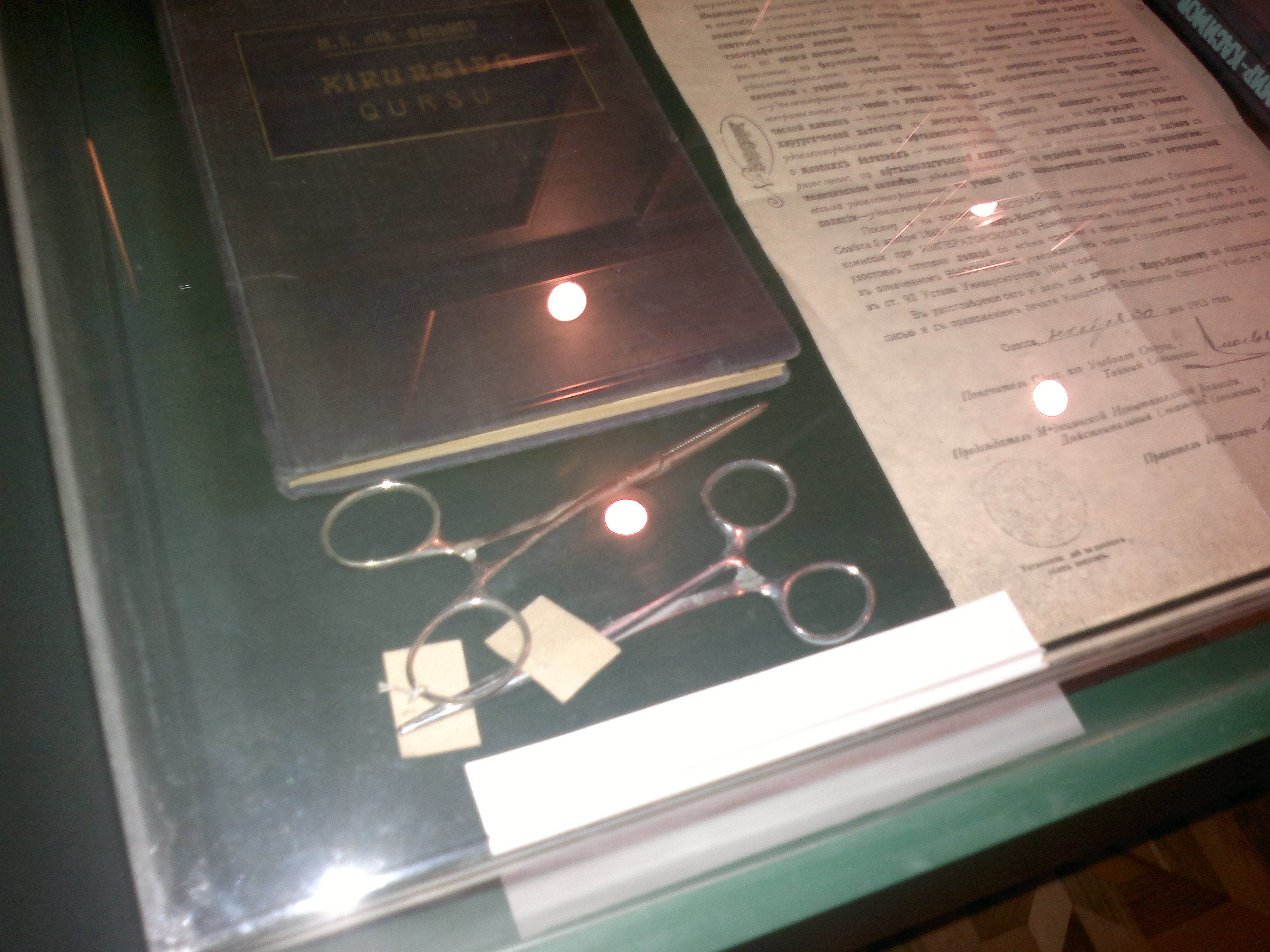
قیچی جراحی و کتاب میراسدالله میرقاسموف

میراسدالله میرقاسموف (انگلیسی: Mirasadulla Mirgasimov; ۱۷ نوامبر ۱۸۸۳ –) جراح آذربایجانی در دوره‌های امپراتوری روسیه و اتحاد جماهیر شوروی سوسیالیستی بود. وی یکی از بنیانگذاران، اعضا و نیز اولین رئیس آکادمی ملی علوم آذربایجان بین سالهای ۱۹۴۵ تا ۱۹۴۷ بود.

## زندگی‌نامه
میراسدالله میرقاسموف ۱۷ نوامبر سال ۱۸۸۳ در شهر باکو در امپراتوری روسیه چشم به جهان گشود. وی دانش‌آموخته دانشگاه اودسا بود.
میراسدالله میرقاسموف در سال ۱۹۲۷ با دفاع موفق از پایان‌نامه خود، درجه علمی دکترای پزشکی و در سال ۱۹۲۹ پروفسوری را اخذ نمود. در سال ۱۹۴۵، همزمان با اینکه به عضویت حضوری آکادمی ملی علوم آذربایجان شوروی درآمد، اولین رئیس این مؤسسه علمی نیز انتخاب شده و تا دو سال آینده این مسئولیت را بر عهده گرفت. وی یکی از بانی‌های دانشگاه علوم پزشکی و آکادمی ملی علوم آذربایجان می‌باشد.
میراسدالله میرقاسموف ۲۰ ژوئیه سال ۱۹۵۸، در سن ۷۴ سالگی در شهر باکو در آذربایجان شوروی دیده از جهان فروبست.

## جوایز
- نشان لنین
- نشان پرچم سرخ کار
- مدال دفاع از قفقاز